# オフランプ
『オフランプ』（Offramp）は、1982年に発表された、パット・メセニー・グループのアルバムおよびそのタイトル・トラック。1983年にグラミー賞ベスト･ジャズ・フュージョン・パフォーマンス賞を受賞。
発売当初の日本のレーベルはトリオ・レコードで、『愛のカフェ・オーレ』の邦題で発売したが、ポリドールに替わるにあたり、原題表記に改名された。
"Barcarole"は「ベニスの舟歌」、"Are You Going With Me?"は「ついておいで」、"James"は「ジェームス・テイラー」の日本語題がつけられている。

## トラック・リスト
| 全作曲: ライル・メイズとパット・メセニー *印は、ライル・メイズ／パット・メセニー／ナナ・ヴァスコンセロス作曲。 |                                             |           | | |      |
| # | タイトル                                    | 作詞      | 作曲・編曲                                                                                             | 注釈 | 時間 |
| 1. | 「舟歌 - "Barcarole"*」                     |           | ライル・メイズ と パット・メセニー *印は、ライル・メイズ／パット・メセニー／ナナ・ヴァスコンセロス作曲 | 旧邦題は「ベニスの舟歌」。 メセニー自身によれば「ボート・ピープルを描いた曲」との事。                                                                                                | 3:18 |
| 2. | 「ついておいで - "Are You Going With Me?"」 |           | ライル・メイズ と パット・メセニー *印は、ライル・メイズ／パット・メセニー／ナナ・ヴァスコンセロス作曲 | 来日公演で初めて演奏された時にはまだタイトルが付けられておらず「フリートウッド・マック・チューン」と呼ばれていた。マックの「リアノン」に通じる独特なリズムが印象的な曲となっている。 | 8:51 |
| 3. | 「オー・レ - "Au Lait"」                    |           | ライル・メイズ と パット・メセニー *印は、ライル・メイズ／パット・メセニー／ナナ・ヴァスコンセロス作曲 | メセニー曰く、タイトルは闘牛の掛声から。（「オ・レ」（ミルク入り）の意味も引っ掛けられている）                                                                                       | 8:31 |
| 4. | 「エイティーン - "Eighteen"*」              |           | ライル・メイズ と パット・メセニー *印は、ライル・メイズ／パット・メセニー／ナナ・ヴァスコンセロス作曲 | スティーヴ・ライヒの「18人の音楽家のための音楽」より命名された。メセニーがピアノを、相方ライル・メイズがギターを演奏して作った曲とのこと。                                           | 5:09 |
| 5. | 「オフランプ - "Offramp"」                  |           | ライル・メイズ と パット・メセニー *印は、ライル・メイズ／パット・メセニー／ナナ・ヴァスコンセロス作曲 | 高速道路のランプの意。後半にシンセサイザー・ギターのデータ伝達エラーを用いた「バグパイプ風」とメセニーが語る奏法が聴ける。                                                           | 5:58 |
| 6. | 「ジェームス - "James"」                    |           | ライル・メイズ と パット・メセニー *印は、ライル・メイズ／パット・メセニー／ナナ・ヴァスコンセロス作曲 | 旧邦題は「ジェームス・テイラー」。 ジェームス・テイラーに捧げられた曲 | 6:45 |
| 7. | 「ザ・バット パートII - "The Bat, Pt. 2"」  |           | ライル・メイズ と パット・メセニー *印は、ライル・メイズ／パット・メセニー／ナナ・ヴァスコンセロス作曲 | メセニーのソロ名義アルバム『80/81』に収録されていた同曲のシンセサイザー版。 | 3:50 |
| 合計時間: | 合計時間:                                   | 合計時間: | 42:22                                                                                                  | |      |

## 参加ミュージシャン
- パット・メセニー (Pat Metheny) - ギター、シンセサイザー、ベース・ギター、シンセ・ギター、シンクラヴィア
- ライル・メイズ (Lyle Mays) - ハープ、ピアノ、キーボード、オルガン、シンクラヴィア、オートハープ
- スティーヴ・ロドビー (Steve Rodby) - ダブル・ベース、エレクトリック・ベース
- ダニー・ゴットリーブ (Danny Gottlieb) - ドラムス
- ナナ・ヴァスコンセロス (Nana Vasconcelos) - ドラムス、パーカッション、ボーカル、ビリンバウ

## チャート
アルバム - ビルボード
| 年   | チャート           | 順位 |
| ---- | ------------------ | ---- |
| 1982 | ブラック・アルバム | 43位 |
| 1982 | ジャズ・アルバム   | 1位  |
| 1982 | ポップ・アルバム   | 50位 |

## 賞
グラミー賞
| 年   | 受賞者           | カテゴリー                                             |
| ---- | ---------------- | ------------------------------------------------------ |
| 1983 | パット・メセニー | グラミー賞ベスト・ジャズ・フュージョン・パフォーマンス |